# Liste von Vulkanen in Costa Rica
Dies ist eine Liste von Vulkanen in Costa Rica, die während des Quartärs mindestens einmal aktiv waren.
| Bild | Name               | Vulkantyp        | Letzte Eruption           | Höhe [m] | Geokoordinaten                |
| ---- | ------------------ | ---------------- | ------------------------- | -------- | ----------------------------- |
|      | Arenal             | Schichtvulkan    | 2010                      | 1670     | 10° 27′ 48″ N, 084° 42′ 12″ W |
|      | Barva              | Komplexer Vulkan | 6050 v. Chr. ± 1000 Jahre | 2906     | 10° 08′ 06″ N, 084° 06′ 00″ W |
|      | Irazú              | Schichtvulkan    | 1994                      | 3432     | 09° 58′ 45″ N, 083° 51′ 09″ W |
|      | Miravalles         | Schichtvulkan    | 1946                      | 2028     | 10° 44′ 54″ N, 085° 09′ 10″ W |
|      | Orosí              | Schichtvulkane   | unbekannt                 | 1659     | 10° 58′ 48″ N, 085° 28′ 24″ W |
|      | Platanar           | Schichtvulkane   | unbekannt                 | 2267     | 10° 18′ 00″ N, 084° 21′ 57″ W |
|      | Poás               | Schichtvulkan    | 2011                      | 2708     | 10° 12′ 00″ N, 084° 13′ 58″ W |
|      | Rincón de la Vieja | Komplexer Vulkan | 1998                      | 1916     | 10° 49′ 48″ N, 085° 19′ 26″ W |
|      | Tenorio            | Schichtvulkane   | unbekannt                 | 1916     | 10° 40′ 22″ N, 085° 00′ 54″ W |
|      | Turrialba          | Schichtvulkan    | 2015                      | 3340     | 10° 01′ 30″ N, 083° 46′ 01″ W |

## Quelle
- Smithsonian Institution - Global Volcanism Program: Worldwide Holocene Volcano and Eruption Information

- Karte mit allen Koordinaten:
- OSM |
- WikiMap